# 페트루스 판 마스트리흐트

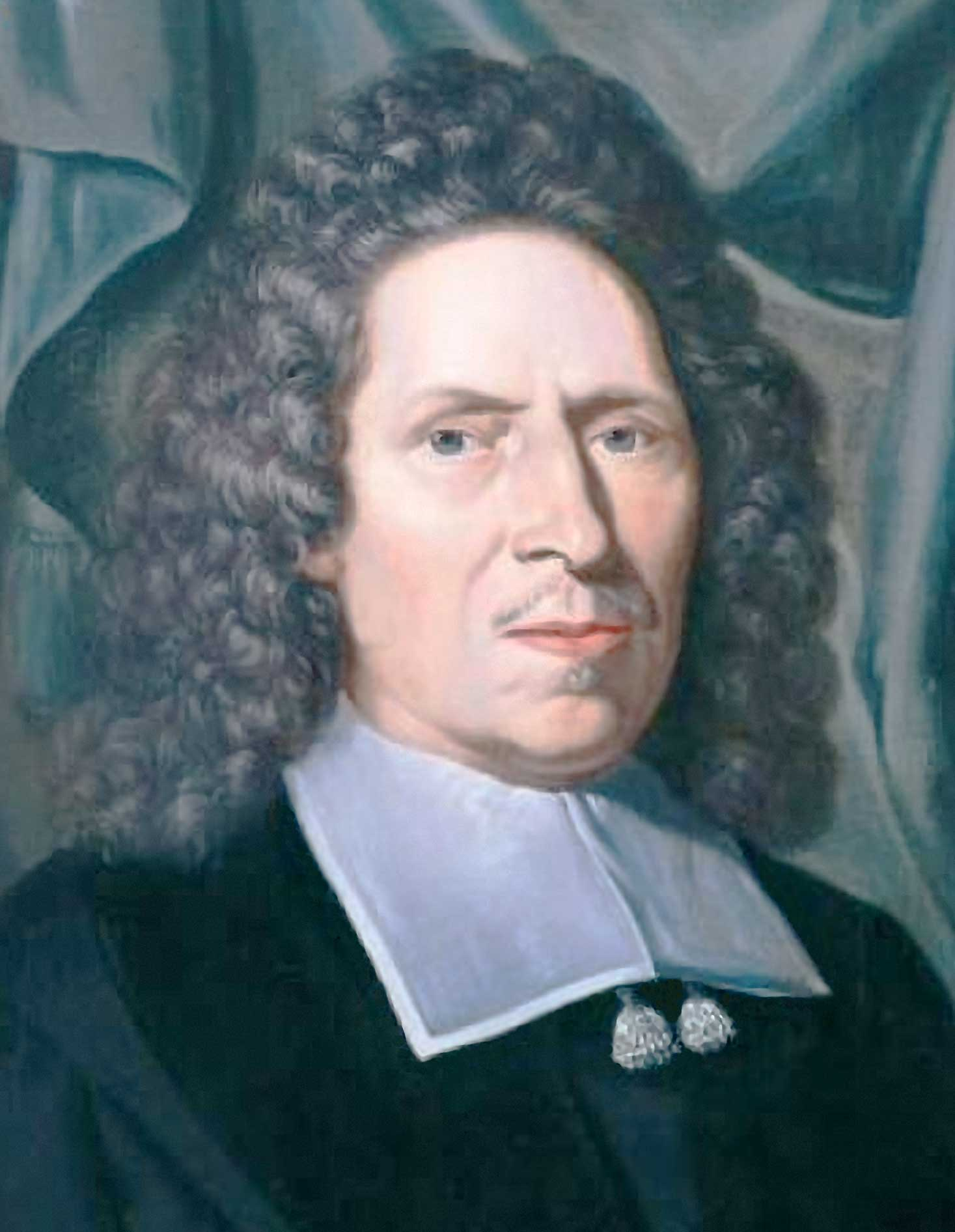
페트루스 판 마스트리히트

페트루스 판 마스트리흐트(Petrus van Mastricht; 1630년 - 1706년 2월 9일)는 개혁신학자이다. 개혁파 정통주의 시대의 뛰어난 네덜란드 신학자로서, 기스베르투스 푸치우스와 요하네스 호른베크 밑에서 공부했다. 마스트리흐트는 네덜란드의 여러 교회에서 목회했고, 뒤스부르크와 위트레흐트의 대학교에서 가르쳤다. 그의 대표작인 『이론과 실천 신학』(Theoretical-Practical Theology)은 탁월한 조직신학 저서로 많은 이들에 의해 칭송을 받았다. 특히, 조너선 에드워즈는 이 책이 자신의 인생을 바꾼 책 목록의 가장 앞 순위에 들어가는 책이라는 고백을 하였다. 이 대작은 네 가지 접근 방식을 가지고 각각의 신학 주제를 다루는데, 성경 본문의 석의에서 시작하여 교리 형성과 변증 과정을 거쳐 실천적인 적용으로 옮겨 가면서 신자들의 덕을 세워 주는 훌륭한 모델을 제시한다.
프란시스쿠스 유니우스의 신학적 구분법을 사용하였다.

## 주로 인용되는 어귀
- 교리는 그리스도를 통하여 하나님을 향하여 살기 위한 것이다.[4]
- 신학을 가르치면서 경건을 가르치지 않는 것은 위선이다.[5]

## 저서
- Theoretical-Practical Theology, Volume 1: Prolegomena ( 조웰 비키 편집, RHB, 2018)

### 번역된 저서
- 마스트리흐트의 이론과 실천신학 - 신학서론 (2019, 박문재 옮김, 부흥과 개혁사)
- 개혁주의 표준 설교법 (2017, CLC)

## 같이 보기
- 요한 코케이우스